# Spelartrupper under världsmästerskapet i handboll för herrar 2011
Den här artikeln innehåller alla trupper till Världsmästerskapet i handboll för herrar 2011 som spelas i Sverige mellan 13 och 30 januari 2011.

## Grupp A

### Bahrain
- Förbundskapten:  Bader Mirza

| Nummer | Namn              | Ålder                    | Längd  | Klubblag (2010/2011) |
| ------ | ----------------- | ------------------------ | ------ | -------------------- |
| 1      | Saeed Jawher      | 26 januari 1972 (38 år)  | 1,86 m | Al-Ahli              |
| 2      | Hasan Madan       | 16 januari 1984 (26 år)  | 1,82 m | Bar-Bar              |
| 5      | Hasan Al Najar    | 20 januari 1986 (24 år)  | 1,86 m | Al-Najma             |
| 7      | Ali Merza         | 7 juli 1988 (22 år)      | 1,84 m | Al-Tadhamon          |
| 8      | Hasan Al Fardan   | 10 december 1988 (22 år) | 1,80 m | Al-Ahli              |
| 10     | Jaafar Abdulwader | 13 oktober 1982 (28 år)  | 1,81 m | Bar-Bar              |
| 11     | Sadiq Ali         | 24 januari 1986 (24 år)  | 1,68 m | Al-Ahli              |
| 12     | Mohammed Ahmed    | 1 november 1964 (46 år)  | 1,83 m | Al-Najma             |
| 15     | Mahdi Madan       | 12 juli 1986 (24 år)     | 1,83 m | Al-Najma             |
| 17     | Maher Yahya       | 13 januari 1977 (34 år)  | 1,70 m | Al-Ahli              |
| 19     | Mohamed Merza     | 17 april 1987 (23 år)    | 1,93 m | Al-Ahli              |
| 20     | Mahmood Al Wanna  | 20 augusti 1985 (25 år)  | 1,75 m | Al-Ahli              |
| 21     | Mohamed Husain    | 12 augusti 1989 (21 år)  | 1,86 m | Al-Dair              |
| 23     | Ali Yusuf         | 3 april 1987 (23 år)     | 1,79 m | Al-Tadhamon          |
| 51     | Mohamed Al Mawabi | 14 juli 1988 (22 år)     | 1,80 m | Bar-Bar              |
| 99     | Husain Al Sayyad  | 14 januari 1988 (22 år)  | 1,74 m | Al-Shabab            |

### Egypten
- Förbundskapten:  Gamal Shams

| Nummer | Namn                 | Ålder                     | Längd  | Klubblag (2010/2011) |
| ------ | -------------------- | ------------------------- | ------ | -------------------- |
| 3      | Mohamed Ramadan      | 13 september 1984 (26 år) |        | Zamalek SC           |
| 4      | Belal Mabrouk        | 2 augusti 1984 (26 år)    |        | Zamalek SC           |
| 5      | Moustafa Hussein     | 8 januari 1984 (27 år)    |        | Al-Ahly              |
| 7      | Mohamed Hashem       | 23 januari 1988 (22 år)   |        | Aviation             |
| 8      | Mohamed Ibrahim      | 7 mars 1984 (26 år)       |        | Al-Ahly              |
| 9      | Amr El Kaioby        | 2 augusti 1984 (26 år)    |        | Al-Ahly              |
| 10     | Abou El Fetouh Razek | 12 februari 1987 (23 år)  |        | Smouha               |
| 12     | Mohamed Nakib        | 6 april 1974 (36 år)      |        | Police               |
| 14     | Mohamed El Bohy      | 6 januari 1990 (21 år)    | 1,98 m | Zamalek SC           |
| 16     | Hady Sakr            | 2 september 1986 (24 år)  |        | Al-Ahly              |
| 19     | Mohamed Abdelwares   | 1 juli 1984 (26 år)       |        | Al-Ahly              |
| 20     | Mohamed Keshk        | 18 april 1980 (30 år)     |        | Aviation             |
| 22     | Omar Haggag          | 13 mars 1988 (22 år)      |        | Police               |
| 39     | Eslam Hassam         | 2 juli 1988 (22 år)       |        | Al-Ahly              |
| 66     | Ahmed El Ahmar       | 27 januari 1984 (26 år)   |        | Zamalek SC           |
| 89     | Mohamed Mamdouh      | 1 april 1989 (21 år)      |        | Zamalek SC           |

### Frankrike
- Förbundskapten:  Claude Onesta

| Nummer | Namn              | Ålder                    | Längd  | Klubblag (2010/2011)  |
| ------ | ----------------- | ------------------------ | ------ | --------------------- |
| 2      | Jérôme Fernandez  | 7 mars 1977 (33 år)      | 1,99 m | THW Kiel              |
| 3      | Didier Dinart     | 18 januari 1977 (33 år)  | 1,97 m | BM Ciudad Real        |
| 4      | Xavier Barachet   | 19 november 1988 (22 år) | 1,95 m | Chambéry Savoie HB    |
| 6      | Bertrand Gille    | 24 mars 1978 (32 år)     | 1,87 m | HSV Hamburg           |
| 9      | Guillaume Joli    | 27 mars 1985 (25 år)     | 1,78 m | BM Valladolid         |
| 11     | Samuel Honrubia   | 11 december 1975 (35 år) | 1,80 m | Montpellier HB        |
| 12     | Daouda Karaboué   | 11 december 1975 (35 år) | 1,98 m | Toulouse HB           |
| 13     | Nikola Karabatić  | 11 april 1984 (26 år)    | 1,95 m | Montpellier HB        |
| 16     | Thierry Omeyer    | 2 november 1976 (34 år)  | 1,92 m | THW Kiel              |
| 18     | William Accambray | 8 april 1988 (22 år)     | 1,94 m | Montpellier HB        |
| 19     | Luc Abalo         | 6 september 1984 (26 år) | 1,82 m | BM Ciudad Real        |
| 20     | Cédric Sorhaindo  | 7 juli 1984 (26 år)      | 1,92 m | FC Barcelona          |
| 21     | Michaël Guigou    | 28 januari 1982 (28 år)  | 1,79 m | Montpellier HB        |
| 22     | Bertrand Roiné    | 17 februari 1981 (29 år) | 1,98 m | Chambéry Savoie HB    |
| 23     | Sébastien Bosquet | 24 februari 1979 (31 år) | 1,98 m | Dunkerque HGL         |
| 27     | Arnaud Bingo      | 12 oktober 1987 (23 år)  | 1,90 m | Tremblay-en-France HB |

### Tyskland
- Förbundskapten:  Heiner Brand

| Nummer | Namn                      | Ålder                     | Längd  | Klubblag (2010/2011)   |
| ------ | ------------------------- | ------------------------- | ------ | ---------------------- |
| 1      | Johannes Bitter           | 2 september 1982 (28 år)  | 2,04 m | HSV Hamburg            |
| 2      | Pascal Hens               | 26 mars 1980 (30 år)      | 2,03 m | HSV Hamburg            |
| 3      | Uwe Gensheimer            | 26 oktober 1986 (24 år)   | 1,88 m | Rhein-Neckar Löwen     |
| 4      | Oliver Roggisch           | 25 augusti 1978 (32 år)   | 2,02 m | Rhein-Neckar Löwen     |
| 5      | Dominik Klein             | 16 december 1983 (27 år)  | 1,90 m | THW Kiel               |
| 6      | Adrian Pfahl              | 30 juli 1982 (28 år)      | 1,92 m | VfL Gummersbach        |
| 8      | Sebastian Preiß           | 8 februari 1981 (29 år)   | 1,95 m | TBV Lemgo              |
| 9      | Jacob Heinl               | 3 oktober 1986 (24 år)    | 1,95 m | SG Flensburg-Handewitt |
| 11     | Holger Glandorf           | 30 mars 1983 (27 år)      | 1,95 m | TBV Lemgo              |
| 12     | Silvio Heinevetter        | 21 oktober 1984 (26 år)   | 1,94 m | Füchse Berlin          |
| 13     | Sven-Sören Christophersen | 9 maj 1985 (25 år)        | 1,98 m | Füchse Berlin          |
| 18     | Michael Kraus             | 28 september 1983 (27 år) | 1,87 m | HSV Hamburg            |
| 20     | Christian Sprenger        | 6 april 1983 (27 år)      | 1,90 m | THW Kiel               |
| 21     | Lars Kaufmann             | 25 februari 1982 (28 år)  | 1,99 m | Frisch Auf Göppingen   |
| 24     | Michael Haaß              | 12 december 1983 (27 år)  | 1,94 m | Frisch Auf Göppingen   |

### Spanien
- Förbundskapten:  Valero Rivera

| Nummer | Namn                    | Ålder                     | Längd  | Klubblag (2010/2011) |
| ------ | ----------------------- | ------------------------- | ------ | -------------------- |
| 1      | José Javier Hombrados   | 7 april 1972 (38 år)      | 1,97 m | BM Ciudad Real       |
| 2      | Alberto Entrerríos      | 7 november 1976 (34 år)   | 1,94 m | BM Ciudad Real       |
| 3      | Eduardo Gurbindo        | 8 november 1987 (23 år)   | 1,94 m | BM Valladolid        |
| 4      | Albert Rocas            | 16 juli 1982 (28 år)      | 1,88 m | FC Barcelona         |
| 5      | Jorge Maqueda Peño      | 6 februari 1988 (22 år)   | 1,97 m | CAI BM Aragón        |
| 6      | Rubén Garabaya          | 15 september 1978 (32 år) | 2,01 m | CB Ciudad de Logroño |
| 9      | Raúl Entrerríos         | 12 februari 1981 (29 år)  | 1,93 m | FC Barcelona         |
| 13     | Julen Aguinagalde       | 8 december 1982 (28 år)   | 1,95 m | BM Ciudad Real       |
| 14     | Roberto García Parrondo | 12 januari 1980 (31 år)   | 1,87 m | BM Ciudad Real       |
| 15     | Cristian Ugalde         | 19 oktober 1987 (23 år)   | 1,87 m | FC Barcelona         |
| 16     | Arpad Šterbik           | 20 november 1979 (31 år)  | 2,00 m | BM Ciudad Real       |
| 17     | Juanín García           | 28 augusti 1977 (33 år)   | 1,76 m | FC Barcelona         |
| 18     | Iker Romero             | 15 juni 1980 (30 år)      | 1,96 m | FC Barcelona         |
| 20     | Chema Rodríguez         | 5 januari 1980 (31 år)    | 1,87 m | BM Ciudad Real       |
| 21     | Joan Cañellas           | 30 september 1986 (24 år) | 1,90 m | BM Ciudad Real       |
| 24     | Viran Morros            | 15 december 1983 (27 år)  | 1,99 m | BM Ciudad Real       |

### Tunisien
- Förbundskapten:  Alain Portes

| Nummer | Namn               | Ålder                     | Längd  | Klubblag (2010/2011)        |
| ------ | ------------------ | ------------------------- | ------ | --------------------------- |
| 1      | Makrem Missaoui    | 14 februari 1981 (29 år)  | 1,88 m | Club Africain               |
| 3      | Selim Hedoui       | 1 oktober 1983 (27 år)    | 1,99 m | Sadd Sports Club            |
| 4      | Brahim Lagha       | 19 april 1985 (25 år)     | 1,88 m | Espérance Sportive de Tunis |
| 5      | Mahmoud Gharbi     | 11 februari 1982 (28 år)  | 1,91 m | HBC Nantes                  |
| 6      | Issam Tej          | 29 juli 1979 (31 år)      | 1,87 m | Montpellier HB              |
| 7      | Jaleleddine Touati | 12 juli 1982 (28 år)      | 1,79 m | Dunkerque HGL               |
| 12     | Majed Hamza        | 8 februari 1983 (27 år)   | 1,86 m | Étoile Sportive du Sahel    |
| 13     | Yassine Sami       | 1 maj 1985 (25 år)        | 1,89 m | Étoile Sportive du Sahel    |
| 15     | Khaled Haj Youssef | 12 januari 1989 (22 år)   | 1,89 m | Club Africain               |
| 16     | Rafik Braham       | 2 januari 1982 (29 år)    | 1,94 m | Sporting club de Moknine    |
| 17     | Anis Gatfi         | 22 oktober 1984 (26 år)   | 1,95 m | Espérance Sportive de Tunis |
| 19     | Bassem Mrabet      | 3 mars 1986 (24 år)       | 1,93 m | Espérance Sportive de Tunis |
| 20     | Heykel Mgannem     | 28 februari 1977 (33 år)  | 1,86 m | ST Raphael VAR HB           |
| 21     | Anouar Ayed        | 9 maj 1978 (32 år)        | 1,80 m | Toulouse HB                 |
| 22     | Sobhi Saied        | 26 september 1982 (28 år) | 1,78 m | Achabeb Al Imarati          |
| 31     | Wael Jallouz       | 3 maj 1991 (19 år)        | 1,97 m | AS Hammamet                 |

## Grupp B

### Österrike
- Förbundskapten:  Magnus Andersson

| Nummer | Namn               | Ålder                     | Längd  | Klubblag (2010/2011)     |
| ------ | ------------------ | ------------------------- | ------ | ------------------------ |
| 1      | Thomas Bauer       | 24 januari 1986 (24 år)   | 1,89 m | HSG FrankfurtRheinMain   |
| 3      | Patrick Fölser     | 16 november 1976 (34 år)  | 1,93 m | HSG Düsseldorf           |
| 7      | Janko Božović      | 14 juli 1985 (25 år)      | 2,03 m | RD Slovan                |
| 8      | Richard Wöss       | 10 oktober 1986 (24 år)   | 1,87 m | TUSEM Essen              |
| 9      | Martin Abadir      | 19 juni 1981 (29 år)      | 1,96 m | AON Fivers               |
| 10     | Lucas Mayer        | 16 februari 1983 (27 år)  | 1,85 m | A1 Bregenz HB            |
| 12     | Nikola Marinovic   | 29 augusti 1976 (34 år)   | 1,98 m | HBW Balingen-Weilstetten |
| 14     | Viktor Szilágyi    | 16 september 1978 (32 år) | 1,96 m | SG Flensburg-Handewitt   |
| 15     | Fabian Posch       | 5 januari 1988 (23 år)    | 1,98 m | A1 Bregenz HB            |
| 17     | Konrad Wilczynski  | 9 februari 1982 (28 år)   | 1,80 m | Füchse Berlin            |
| 18     | Michael Jochum     | 8 november 1985 (25 år)   | 1,83 m | Alpla HC Hard            |
| 19     | Klemens Kainmüller | 2 mars 1980 (30 år)       | 1,85 m | HIT medalp Tirol         |
| 20     | Bernd Friede       | 18 februari 1980 (30 år)  | 1,91 m | Alpla HC Hard            |
| 21     | Roland Schlinger   | 17 september 1982 (28 år) | 1,92 m | HBW Balingen-Weilstetten |
| 22     | Markus Wagesreiter | 14 januari 1982 (28 år)   | 1,98 m | A1 Bregenz HB            |
| 28     | Robert Weber       | 25 november 1985 (25 år)  | 1,79 m | SC Magdeburg             |

### Brasilien
- Förbundskapten:  Jordi Ribera

| Nummer | Namn                    | Ålder                     | Längd  | Klubblag (2010/2011)     |
| ------ | ----------------------- | ------------------------- | ------ | ------------------------ |
| 3      | Fernando Jose Pacheco   | 25 maj 1983 (27 år)       | 1,93 m | Esporte Clube Pinheiros  |
| 7      | Renato Tupan            | 7 juni 1979 (31 år)       | 1,86 m | Metodista SBC            |
| 9      | Leonardo Bortolini      | 10 april 1977 (33 år)     | 1,85 m | Unopar/Londrina          |
| 10     | Gil Pires               | 24 januari 1982 (28 år)   | 1,94 m | Metodista SBC            |
| 11     | Jaqson Kojoroski        | 3 januari 1979 (32 år)    | 1,94 m | Unoesc/Orbenk/Pmc        |
| 12     | Alexandre Vasconcelos   | 19 december 1978 (32 år)  | 1,94 m | Unoesc/Orbenk/Pmc        |
| 14     | Thiagus Santos          | 25 januari 1989 (21 år)   | 2,01 m | Esporte Clube Pinheiros  |
| 16     | Luis Ricardo Nascimento | 24 september 1981 (29 år) | 2,00 m | Unopar/Londrina          |
| 17     | Alexandro Pozzer        | 21 december 1988 (22 år)  | 1,94 m | Esporte Clube Pinheiros  |
| 18     | Felipe Ribeiro          | 4 maj 1985 (25 år)        | 1,87 m | Esporte Clube Pinheiros  |
| 19     | Fabio Chiuffa           | 10 mars 1989 (21 år)      | 1,87 m | Metodista SBC            |
| 21     | Gustavo Cardoso         | 9 januari 1982 (29 år)    | 1,92 m | Metodista SBC            |
| 22     | Daniel Bonfim           | 17 januari 1987 (23 år)   | 1,86 m | Tcc/Unitau/Unimed/Tarumã |
| 25     | Vinicius Teixeira       | 3 april 1988 (22 år)      | 1,88 m | Metodista SBC            |
| 26     | Leonardo Tercariol      | 14 april 1987 (23 år)     | 1,93 m | Metodista SBC            |
| 28     | Guilherme Oliveira      | 8 januari 1985 (26 år)    | 1,94 m | Esporte Clube Pinheiros  |

### Ungern
- Förbundskapten:  Lajos Mocsai

| Nummer | Namn             | Ålder                     | Längd  | Klubblag (2010/2011)   |
| ------ | ---------------- | ------------------------- | ------ | ---------------------- |
| 3      | Ferenc Ilyés     | 20 december 1981 (29 år)  | 1,98 m | TBV Lemgo              |
| 5      | Gábor Császár    | 16 juni 1984 (26 år)      | 1,83 m | MKB Veszprém KC        |
| 6      | Tamás Mocsai     | 9 december 1978 (32 år)   | 1,96 m | SG Flensburg Handewitt |
| 7      | Gyula Gál        | 18 augusti 1976 (34 år)   | 1,93 m | RK Zagreb              |
| 8      | Gergő Iváncsik   | 30 november 1981 (29 år)  | 1,90 m | MKB Veszprém KC        |
| 9      | Tamás Iváncsik   | 3 april 1983 (27 år)      | 1,80 m | MKB Veszprém KC        |
| 10     | Gergely Harsányi | 3 maj 1981 (29 år)        | 1,91 m | Tatabánya-Carbonex KC  |
| 12     | Nándor Fazekas   | 16 oktober 1976 (34 år)   | 1,92 m | MKB Veszprém KC        |
| 15     | Szabolcs Törő    | 10 mars 1983 (27 år)      | 1,83 m | SC Pick Szeged         |
| 16     | Roland Mikler    | 20 september 1984 (26 år) | 1,90 m | SC Pick Szeged         |
| 18     | Kornél Nagy      | 21 november 1986 (24 år)  | 1,92 m | MKB Veszprém KC        |
| 20     | Péter Gulyás     | 4 mars 1984 (26 år)       | 2,01 m | MKB Veszprém KC        |
| 22     | Dávid Katzirz    | 25 juni 1980 (30 år)      | 1,90 m | SC Pick Szeged         |
| 25     | Szabolcs Zubai   | 31 mars 1984 (26 år)      | 1,91 m | SC Pick Szeged         |
| 28     | Timuzsin Schuch  | 5 juni 1985 (25 år)       | 1,97 m | HCM Constanţa          |
| 35     | Máté Lékai       | 16 juni 1988 (22 år)      | 1,90 m | SC Pick Szeged         |

### Island
- Förbundskapten:  Guðmundur Guðmundsson

| Nummer | Namn                       | Ålder                    | Längd  | Klubblag (2010/2011)     |
| ------ | -------------------------- | ------------------------ | ------ | ------------------------ |
| 1      | Björgvin Páll Gústavsson   | 24 maj 1985 (25 år)      | 1,93 m | Kadetten Schaffhausen    |
| 2      | Vignir Svavarsson          | 20 juni 1980 (30 år)     | 1,94 m | TSV Hannover-Burgdorf    |
| 4      | Aron Pálmarsson            | 19 juli 1990 (20 år)     | 1,93 m | THW Kiel                 |
| 5      | Ingimundur Ingimundarson   | 29 januari 1980 (30 år)  | 1,93 m | AaB Håndbold             |
| 6      | Ásgeir Örn Hallgrímsson    | 17 februari 1984 (26 år) | 1,91 m | TSV Hannover-Burgdorf    |
| 7      | Arnór Atlason              | 23 juli 1984 (26 år)     | 1,91 m | AG Köpenhamn             |
| 8      | Þórir Ólafsson             | 28 november 1979 (31 år) | 1,89 m | TuS Nettelstedt-Lübbecke |
| 9      | Guðjón Valur Sigurðsson    | 8 augusti 1979 (31 år)   | 1,87 m | Rhein-Neckar Löwen       |
| 10     | Snorri Guðjónsson          | 17 oktober 1981 (29 år)  | 1,87 m | AG Köpenhamn             |
| 11     | Ólafur Stefánsson          | 3 juli 1973 (37 år)      | 1,96 m | Rhein-Neckar Löwen       |
| 15     | Alexander Petersson        | 2 juli 1980 (30 år)      | 1,86 m | Füchse Berlin            |
| 16     | Hreiðar Levý Guðmundsson   | 29 november 1980 (30 år) | 1,93 m | TV Emsdetten             |
| 17     | Sverre Andreas Jakobsson   | 8 februari 1977 (33 år)  | 1,96 m | TV Großwallstadt         |
| 18     | Róbert Gunnarsson          | 22 maj 1980 (30 år)      | 1,90 m | Rhein-Neckar Löwen       |
| 19     | Sigurbergur Sveinsson      | 12 augusti 1987 (23 år)  | 1,92 m | DHC Rheinland            |
| 21     | Kári Kristján Kristjánsson | 28 oktober 1984 (26 år)  | 1,98 m | HSG Wetzlar              |

### Japan
- Förbundskapten:  Kiyoharu Sakamaki

| Nummer | Namn                    | Ålder                     | Längd  | Klubblag (2010/2011)    |
| ------ | ----------------------- | ------------------------- | ------ | ----------------------- |
| 1      | Katsuyuki Shinouchi     | 3 februari 1982 (28 år)   | 1,76 m | Osaki Electric          |
| 2      | Kenji Toyoda            | 24 december 1979 (31 år)  | 1,81 m | Osaki Electric          |
| 5      | Makoto Suematsu         | 19 mars 1982 (28 år)      | 1,79 m | Daido Steel             |
| 6      | Hideyuki Murakami       | 16 juni 1981 (29 år)      | 1,72 m | Toyota Boshoku Kyushu   |
| 7      | Daisuke Miyazaki        | 6 juni 1981 (29 år)       | 1,75 m | Osaki Electric          |
| 8      | Toru Takeda             | 17 september 1982 (28 år) | 1,92 m | Daido Steel             |
| 10     | Hidenori Kishigawa      | 28 november 1984 (26 år)  | 1,88 m | Daido Steel             |
| 13     | Kyosuke Tomita          | 11 oktober 1983 (27 år)   | 1,90 m | Toyota Auto Body        |
| 14     | Hideaki Nagashima       | 24 mars 1977 (33 år)      | 1,89 m | Osaki Electric          |
| 15     | Jun Mori                | 12 mars 1987 (23 år)      | 1,89 m | Osaki Electric          |
| 16     | Masayuki Matsumura      | 13 december 1978 (32 år)  | 1,88 m | Wakunaga Pharmaceutical |
| 18     | Yoshiaki Nomura         | 22 januari 1987 (23 år)   | 1,86 m | Daido Steel             |
| 20     | Hozuki Higashinagahma   | 21 oktober 1987 (23 år)   | 1,86 m | Osaki Electric          |
| 21     | Akihito Kai             | 29 april 1987 (23 år)     | 1,84 m | Toyota Auto Body        |
| 22     | Tetsuya Kadoyama        | 22 november 1983 (27 år)  | 1,86 m | Toyota Auto Body        |
| 23     | Shusaku Higashinagahama | 3 februari 1984 (26 år)   | 1,85 m | Wakunaga Pharmaceutical |

### Norge
- Förbundskapten:  Robert Hedin

| Nummer | Namn               | Ålder                    | Längd  | Klubblag (2010/2011)     |
| ------ | ------------------ | ------------------------ | ------ | ------------------------ |
| 1      | Steinar Ege        | 10 april 1972 (38 år)    | 1,94 m | AG Köpenhamn             |
| 5      | Frank Løke         | 6 februari 1980 (30 år)  | 1,94 m | TuS Nettelstedt-Lübbecke |
| 6      | Kjetil Strand      | 2 oktober 1979 (31 år)   | 1,90 m | Stavanger Håndball       |
| 7      | Lars Erik Bjørnsen | 20 juli 1982 (28 år)     | 1,83 m | Team Tvis Holstebro      |
| 8      | Bjarte Myrhol      | 29 maj 1982 (28 år)      | 1,90 m | Rhein-Neckar Löwen       |
| 9      | Børge Lund         | 13 mars 1979 (31 år)     | 1,96 m | Rhein-Neckar Löwen       |
| 10     | Håvard Tvedten     | 29 juni 1978 (32 år)     | 1,82 m | BM Valladolid            |
| 11     | Erlend Mamelund    | 1 maj 1984 (26 år)       | 1,97 m | Haslum HK                |
| 12     | Ole Erevik         | 9 januari 1981 (30 år)   | 1,96 m | KIF Kolding              |
| 13     | Christoffer Rambo  | 18 november 1989 (21 år) | 2,01 m | BM Valladolid            |
| 14     | Espen Lie Hansen   | 1 maj 1989 (21 år)       | 1,96 m | Drammen HK               |
| 15     | Kristian Kjelling  | 6 september 1980 (30 år) | 1,97 m | AaB Håndbold             |
| 18     | Vegard Samdahl     | 21 mars 1978 (32 år)     | 1,94 m | Wisła Płock              |
| 19     | Thomas Skoglund    | 3 mars 1983 (27 år)      | 1,82 m | Team Tvis Holstebro      |
| 20     | Einar Sand Koren   | 12 november 1984 (26 år) | 1,88 m | Haslum HK                |
| 25     | Eivind Tangen      | 4 maj 1993 (17 år)       | 1,93 m | Fyllingen Handball       |

## Grupp C

### Algeriet
- Förbundskapten:  Salah Bouchekriou

| Nummer | Namn                      | Ålder                    | Längd  | Klubblag (2010/2011) |
| ------ | ------------------------- | ------------------------ | ------ | -------------------- |
| 2      | Abdelkader Rahim          | 12 juli 1990 (20 år)     | 1,88 m | ASPTT Nancy          |
| 4      | Hamza Zouaoui             | 4 februari 1987 (23 år)  | 1,85 m | GSP Alger            |
| 5      | Salah Eddine Cheikh       | 24 februari 1983 (27 år) | 1,84 m | HBCEB El Biar        |
| 6      | Messaoud Berkous          | 20 juli 1989 (21 år)     | 1,89 m | GSP Alger            |
| 7      | Hichem Boudrali           | 29 oktober 1977 (33 år)  | 1,85 m | GSP Alger            |
| 8      | Tahar Labane              | 2 juli 1977 (33 år)      | 1,90 m | Aix En Provence      |
| 10     | Saci Boultif              | 9 januari 1983 (28 år)   | 1,91 m | Istres Frankrike     |
| 12     | Samir Kerbouche           | 16 december 1978 (32 år) | 1,88 m | Crbb Baraki          |
| 14     | Alah Khoumini Hamoud Ayat | 10 augusti 1990 (20 år)  | 1,86 m | Esat Ain Touta       |
| 16     | Adel Bousmal              | 1 maj 1985 (25 år)       | 1,88 m | GSB Boufarik         |
| 17     | Abderrahim Berriah        | 19 januari 1988 (22 år)  | 1,95 m | Ess Sousse Tunis     |
| 18     | Abderrazak Hamad          | 25 juni 1975 (35 år)     | 1,87 m | Aix En Provence      |
| 19     | Messaoud Layadi           | 24 mars 1982 (28 år)     | 1,86 m | GSP Alger            |
| 20     | Hechem Daoud              | 9 januari 1992 (19 år)   | 1,92 m | HBCEB El Biar        |
| 21     | Mohamed Mokrani           | 31 januari 1981 (29 år)  | 1,88 m | Dunkerque HGL        |
| 22     | Abdelmalek Slahdji        | 8 augusti 1983 (27 år)   | 1,90 m | GSP Alger            |

### Australien
- Förbundskapten:  Taip Ramadani

| Nummer | Namn                  | Ålder                    | Längd  | Klubblag (2010/2011)     |
| ------ | --------------------- | ------------------------ | ------ | ------------------------ |
| 1      | Ognjen Latinovic      | 2 augusti 1985 (25 år)   | 1,80 m | HC Griffith Tigers       |
| 2      | Bojan Stojanovic      | 30 januari 1985 (25 år)  | 1,87 m | HC Griffith Tigers       |
| 3      | James Blondell        | 21 februari 1985 (25 år) | 1,76 m | Stavstens IF             |
| 4      | Bevan Calvert         | 4 april 1986 (24 år)     | 1,77 m | TSV Altenholz            |
| 5      | Tommy Fletcher        | 18 mars 1990 (20 år)     | 1,86 m | UoIF Matteuspojkarna     |
| 6      | Jason Hoppner         | 5 augusti 1975 (35 år)   | 1,84 m | University of Queensland |
| 8      | Michael Thomas        | 13 mars 1986 (24 år)     | 1,88 m | Harbourside              |
| 10     | Kristian Groenintwoud | 3 maj 1973 (37 år)       | 1,94 m | Sydney University HC     |
| 14     | Mitchell Hedges       | 14 februari 1991 (19 år) | 1,76 m | Harbourside              |
| 15     | Daniel Kelly          | 7 maj 1988 (22 år)       | 1,76 m | University of Queensland |
| 17     | Joshua Parmenter      | 21 juli 1982 (28 år)     | 1,78 m | Harbourside              |
| 20     | Luka Krajnc           | 2 oktober 1989 (21 år)   | 1,78 m | Hills HC                 |
| 21     | Ognjen Matic          | 21 augusti 1989 (21 år)  | 1,97 m | UTS Handball Club        |
| 22     | Nejc Kodric           | 15 december 1990 (20 år) | 1,89 m | Victoria Handball        |
| 27     | Pascal Winkler        | 1 juni 1972 (38 år)      | 1,83 m | Sydney University HC     |
| 31     | Nemanja Subotic       | 5 mars 1983 (27 år)      | 1,94 m | RK BASK                  |

### Kroatien
- Förbundskapten:  Slavko Goluža

| Nummer | Namn              | Ålder                     | Längd  | Klubblag (2010/2011) |
| ------ | ----------------- | ------------------------- | ------ | -------------------- |
| 1      | Marin Šego        | 8 februari 1985 (25 år)   | 1,94 m | RK Zagreb            |
| 4      | Ivano Balić       | 1 april 1979 (31 år)      | 1,97 m | RK Zagreb            |
| 5      | Domagoj Duvnjak   | 1 juni 1988 (22 år)       | 1,97 m | HSV Hamburg          |
| 6      | Blaženko Lacković | 12 augusti 1980 (30 år)   | 1,95 m | HSV Hamburg          |
| 7      | Vedran Zrnić      | 26 september 1979 (31 år) | 1,88 m | VfL Gummersbach      |
| 8      | Marko Kopljar     | 12 februari 1986 (24 år)  | 2,10 m | RK Zagreb            |
| 9      | Igor Vori         | 20 september 1980 (30 år) | 2,02 m | HSV Hamburg          |
| 10     | Jakov Gojun       | 18 april 1986 (24 år)     | 2,03 m | RK Zagreb            |
| 11     | Jerko Matulić     | 20 april 1990 (20 år)     | 1,87 m | EMC Split            |
| 14     | Drago Vuković     | 3 augusti 1983 (27 år)    | 1,94 m | VfL Gummersbach      |
| 21     | Denis Buntić      | 13 oktober 1982 (28 år)   | 1,98 m | CB Ademar León       |
| 24     | Tonči Valčić      | 9 juni 1978 (32 år)       | 1,94 m | RK Zagreb            |
| 25     | Mirko Alilović    | 15 september 1985 (25 år) | 2,00 m | RK Celje             |
| 26     | Manuel Štrlek     | 1 december 1988 (22 år)   | 1,81 m | RK Zagreb            |
| 28     | Željko Musa       | 8 januari 1986 (25 år)    | 2,00 m | RK Gorenje           |
| 29     | Ivan Ninčević     | 27 oktober 1981 (29 år)   | 1,85 m | Füchse Berlin        |

### Danmark
- Förbundskapten:  Ulrik Wilbek

| Nummer | Namn                   | Ålder                     | Längd  | Klubblag (2010/2011)   |
| ------ | ---------------------- | ------------------------- | ------ | ---------------------- |
| 1      | Niklas Landin Jakobsen | 19 december 1988 (22 år)  | 2,00 m | Bjerringbro-Silkeborg  |
| 2      | Thomas Mogensen        | 30 januari 1983 (27 år)   | 1,86 m | SG Flensburg-Handewitt |
| 3      | Mads Christiansen      | 3 maj 1986 (24 år)        | 1,94 m | AaB Håndbold           |
| 4      | Lasse Boesen           | 18 september 1979 (31 år) | 1,92 m | SG Flensburg-Handewitt |
| 9      | Lars Christiansen      | 18 april 1972 (38 år)     | 1,82 m | KIF Kolding            |
| 11     | Anders Eggert          | 14 maj 1982 (28 år)       | 1,79 m | SG Flensburg-Handewitt |
| 12     | Søren Rasmussen        | 21 augusti 1976 (34 år)   | 1,93 m | SG Flensburg-Handewitt |
| 13     | Bo Spellerberg         | 24 juli 1979 (31 år)      | 1,92 m | KIF Kolding            |
| 15     | Jesper Nøddesbo        | 23 oktober 1980 (30 år)   | 1,99 m | FC Barcelona           |
| 17     | Lasse Svan Hansen      | 31 augusti 1983 (27 år)   | 1,84 m | SG Flensburg-Handewitt |
| 18     | Hans Lindberg          | 1 augusti 1981 (29 år)    | 1,88 m | HSV Hamburg            |
| 19     | Rene Toft Hansen       | 11 januari 1984 (27 år)   | 2,00 m | AG Köpenhamn           |
| 22     | Kasper Søndergaard     | 9 juni 1981 (29 år)       | 1,90 m | KIF Kolding            |
| 24     | Mikkel Hansen          | 22 oktober 1987 (23 år)   | 1,92 m | AG Köpenhamn           |
| 26     | Kasper Nielsen         | 9 juni 1975 (35 år)       | 1,91 m | Bjerringbro-Silkeborg  |

### Rumänien
- Förbundskapten:  Vasile Stîngă

| Nummer | Namn                    | Ålder                     | Längd  | Klubblag (2010/2011)      |
| ------ | ----------------------- | ------------------------- | ------ | ------------------------- |
| 1      | Ionuţ Ciobanu           | 23 september 1984 (26 år) | 2,02 m | Energia Târgu Jiu         |
| 11     | Alexandru Viorel Şimicu | 8 oktober 1988 (22 år)    | 2,00 m | CSU Politehnica Timişoara |
| 14     | Laurenţiu Toma          | 28 juni 1981 (29 år)      | 1,89 m | HCM Constanţa             |
| 15     | Valentin Marian Ghionea | 29 april 1984 (26 år)     | 1,95 m | CS UCM Reşiţa             |
| 16     | Mihai Catalin Popescu   | 15 mars 1985 (25 år)      | 1,96 m | HCM Constanţa             |
| 17     | Ionuţ Ştefan Georgescu  | 16 juni 1982 (28 år)      | 1,88 m | CS UCM Reşiţa             |
| 18     | Marius Sadoveac         | 7 maj 1985 (25 år)        | 1,87 m | HCM Constanţa             |
| 20     | Rareș Jurcă             | 29 augusti 1983 (27 år)   | 1,94 m | Kadetten Schaffhausen     |
| 23     | Aurel Gabriel Florea    | 3 augusti 1983 (27 år)    | 1,88 m | CSU Politehnica Timişoara |
| 24     | Marius Ioan Novanc      | 8 november 1980 (30 år)   | 1,91 m | CSU Politehnica Timişoara |
| 25     | Alexandru Sabou         | 20 april 1982 (28 år)     | 1,84 m | HCM Constanţa             |
| 26     | Alexandru Stamate       | 20 februari 1982 (28 år)  | 2,08 m | CS UCM Reşiţa             |
| 33     | Daniel Cristian Mureşan | 9 juli 1986 (24 år)       | 1,96 m | HCM Constanţa             |
| 34     | Cristian Stelian Fenici | 13 februari 1986 (24 år)  | 1,87 m | CS UCM Reşiţa             |
| 85     | Dan Andrei Savenco      | 12 oktober 1985 (25 år)   | 1,98 m | CSU Politehnica Timişoara |

### Serbien
- Förbundskapten:  Veselin Vuković

| Nummer | Namn                | Ålder                    | Längd  | Klubblag (2010/2011) |
| ------ | ------------------- | ------------------------ | ------ | -------------------- |
| 3      | Nemanja Pribak      | 26 mars 1984 (26 år)     | 1,88 m | HBC Nantes           |
| 5      | Žarko Šešum         | 16 juni 1986 (24 år)     | 1,95 m | Rhein-Neckar Löwen   |
| 6      | Marko Vujin         | 7 december 1984 (26 år)  | 1,96 m | MKB Veszprém KC      |
| 7      | Ivan Nikčević       | 11 februari 1981 (29 år) | 1,81 m | BM Granollers        |
| 9      | Danimir Curković    | 5 januari 1984 (27 år)   | 1,94 m | BM Antequera         |
| 11     | Alem Toskić         | 12 februari 1982 (28 år) | 1,90 m | RK Celje             |
| 12     | Darko Stanić        | 8 oktober 1978 (32 år)   | 1,90 m | RK Cimos Koper       |
| 13     | Momir Ilić          | 22 december 1981 (29 år) | 2,00 m | THW Kiel             |
| 15     | Dobrivoje Marković  | 22 april 1986 (24 år)    | 1,91 m | BM Ciudad Encantada  |
| 16     | Dimitrije Pejanović | 9 juli 1974 (36 år)      | 1,98 m | CB Torrevieja        |
| 17     | Rajko Prodanović    | 24 april 1986 (24 år)    | 1,86 m | RK Vardar            |
| 18     | Rastko Stojković    | 12 juli 1981 (29 år)     | 1,90 m | KS Vive Targi Kielce |
| 20     | Momir Rnić          | 1 november 1987 (23 år)  | 1,97 m | RK Celje             |
| 22     | Uroš Vilovski       | 25 februari 1984 (26 år) | 1,93 m | MKB Veszprém KC      |
| 23     | Nenad Vučković      | 23 augusti 1980 (30 år)  | 1,92 m | MT Melsungen         |
| 26     | Ivan Stanković      | 27 april 1982 (28 år)    | 1,92 m | CAI BM Aragón        |

## Grupp D

### Argentina
- Förbundskapten:  Eduardo Gallardo

| Nummer | Namn                 | Ålder                     | Längd  | Klubblag (2010/2011) |
| ------ | -------------------- | ------------------------- | ------ | -------------------- |
| 1      | Matías Schulz        | 12 februari 1982 (28 år)  | 1,92 m | BM Badajoz           |
| 2      | Federico Fernández   | 17 oktober 1989 (21 år)   | 1,89 m | UNLu                 |
| 3      | Federico Pizarro     | 7 september 1986 (24 år)  | 1,83 m | Sedalo               |
| 4      | Sebastián Simonet    | 12 maj 1986 (24 år)       | 1,90 m | CB Torrevieja        |
| 5      | Pablo Portela        | 21 juni 1980 (30 år)      | 1,91 m | River Plate          |
| 6      | Diego Simonet        | 26 december 1989 (21 år)  | 1,89 m | CB Torrevieja        |
| 7      | Andrés Kogovsek      | 7 januari 1974 (37 år)    | 1,90 m | SAG Ballester        |
| 8      | Mariano Cánepa       | 7 maj 1987 (23 år)        | 1,88 m | SAG Ballester        |
| 9      | Leonardo Querin      | 17 april 1982 (28 år)     | 1,97 m | SSV Bozen            |
| 10     | Federico Vieyra      | 21 juli 1988 (22 år)      | 1,94 m | CB Torrevieja        |
| 11     | Maximiliano Ferro    | 19 februari 1985 (25 år)  | 1,79 m | TV Korschenbroich    |
| 12     | Fernando García      | 31 augusti 1981 (29 år)   | 1,90 m | A.S. Albatros        |
| 13     | Juan Pablo Fernández | 30 september 1988 (22 år) | 1,91 m | SCDR Anaitasuna      |
| 14     | Agustín Vidal        | 8 juli 1987 (23 år)       | 1,94 m | Guadalajara          |
| 15     | Gonzalo Carou        | 15 augusti 1979 (31 år)   | 1,95 m | CB Ademar León       |
| 17     | Damián Migueles      | 24 november 1983 (27 år)  | 1,93 m | Cesson               |

### Chile
- Förbundskapten:  Fernando Luis Capurro

| Nummer | Namn                       | Ålder                    | Längd  | Klubblag (2010/2011)     |
| ------ | -------------------------- | ------------------------ | ------ | ------------------------ |
| 1      | Felipe Barrientos Castillo | 12 juni 1984 (26 år)     | 1,85 m | Audax Italiano           |
| 3      | Alfredo Valenzuela Dupree  | 13 februari 1986 (24 år) | 1,83 m | Universidad de Chile     |
| 4      | Erwin Feuchtmann Perez     | 2 maj 1990 (20 år)       | 1,95 m | Artepref Villa de Aranda |
| 5      | Nicolas Jofre Alvarado     | 16 augusti 1984 (26 år)  | 1,82 m | UNAB                     |
| 6      | Marcelo Micaly Castillo    | 10 januari 1989 (22 år)  | 1,80 m | Luterano                 |
| 7      | Victor Donoso Andalaft     | 27 november 1990 (20 år) | 1,80 m | FEN                      |
| 8      | Eduardo Maltez Muñoz       | 12 januari 1984 (27 år)  | 1,80 m | UNAB                     |
| 10     | Emil Feuchtmann Perez      | 1 juni 1983 (27 år)      | 1,80 m | SG Handball West Wien    |
| 11     | Felipe Maurin Garcia       | 31 augusti 1984 (26 år)  | 1,90 m | UNAB                     |
| 12     | Rene Oliva Cifuentes       | 7 mars 1987 (23 år)      | 1,95 m | BM Bailén                |
| 13     | Guillermo Araya Proboste   | 6 augusti 1985 (25 år)   | 1,80 m | UNAB                     |
| 15     | Rodolfo Cornejo Paredes    | 7 september 1983 (27 år) | 1,88 m | Universidad de Chile     |
| 17     | Rodrigo Salinas Muñoz      | 25 februari 1989 (21 år) | 1,86 m | BM Huesca                |
| 18     | Francisco Chacana Araya    | 7 mars 1984 (26 år)      | 1,90 m | Wanderers                |
| 22     | Patricio Martinez Chavez   | 18 mars 1979 (31 år)     | 1,75 m | SG Handball West Wien    |
| 31     | Marco Antonio Oneto Zuñiga | 3 juni 1982 (28 år)      | 2,04 m | Barcelona                |

### Sydkorea
- Förbundskapten:  Cho Young-Shin

| Nummer | Namn            | Ålder                     | Längd  | Klubblag (2010/2011) |
| ------ | --------------- | ------------------------- | ------ | -------------------- |
| 1      | Lee Chang-woo   | 12 maj 1983 (27 år)       | 1,88 m | Korean Army          |
| 2      | Jeong Yi-kyeong | 28 februari 1985 (25 år)  | 1,88 m | Doosan               |
| 3      | Sim Jae-bok     | 27 november 1987 (23 år)  | 1,79 m | Incheon              |
| 6      | Eom Hyo-won     | 12 december 1986 (24 år)  | 1,82 m | Incheon              |
| 7      | Jung Su-young   | 17 oktober 1985 (25 år)   | 1,84 m | Korosa               |
| 8      | Park Jung-geu   | 2 november 1983 (27 år)   | 1,92 m | Doosan               |
| 9      | Kim Hwan-sung   | 2 mars 1983 (27 år)       | 1,80 m | Incheon              |
| 10     | Park Chan-yong  | 1 januari 1980 (31 år)    | 1,90 m | Incheon              |
| 11     | Lim Duk-jun     | 30 augusti 1980 (30 år)   | 1,86 m | Doosan               |
| 12     | Park Chan-young | 26 januari 1983 (27 år)   | 1,90 m | Doosan               |
| 13     | Lee Jae-woo     | 28 september 1979 (31 år) | 1,81 m | Doosan               |
| 14     | Oh Yun-suk      | 1 mars 1984 (26 år)       | 1,96 m | Doosan               |
| 16     | Lee Dong-myung  | 15 april 1983 (27 år)     | 1,90 m | Doosan               |
| 17     | Yu Dong-geun    | 3 september 1985 (25 år)  | 1,81 m | Incheon              |
| 20     | Yoon Ci-yoel    | 5 maj 1984 (26 år)        | 1,89 m | Chungnam             |
| 21     | Na Seung-do     | 27 januari 1990 (20 år)   | 1,92 m | Wonkwang University  |

### Polen
- Förbundskapten:  Bogdan Wenta

| Nummer | Namn               | Ålder                    | Längd  | Klubblag (2010/2011)      |
| ------ | ------------------ | ------------------------ | ------ | ------------------------- |
| 1      | Sławomir Szmal     | 2 oktober 1978 (32 år)   | 1,90 m | Rhein-Neckar Löwen        |
| 2      | Bartłomiej Jaszka  | 16 juni 1983 (27 år)     | 1,84 m | Füchse Berlin             |
| 4      | Patryk Kuchczyński | 17 mars 1983 (27 år)     | 1,82 m | KS Vive Targi Kielce      |
| 6      | Grzegorz Tkaczyk   | 22 december 1980 (30 år) | 1,94 m | Rhein-Neckar Löwen        |
| 7      | Bartłomiej Tomczak | 7 september 1985 (25 år) | 1,86 m | Interferie Zagłębie Lubin |
| 8      | Karol Bielecki     | 23 januari 1982 (28 år)  | 2,02 m | Rhein-Neckar Löwen        |
| 9      | Artur Siódmiak     | 7 oktober 1975 (35 år)   | 1,92 m | TuS Nettelstedt-Lübbecke  |
| 13     | Bartosz Jurecki    | 31 januari 1979 (31 år)  | 1,93 m | SC Magdeburg              |
| 14     | Mariusz Jurasik    | 4 maj 1976 (34 år)       | 1,92 m | KS Vive Targi Kielce      |
| 15     | Michał Jurecki     | 27 oktober 1984 (26 år)  | 2,02 m | KS Vive Targi Kielce      |
| 16     | Piotr Wyszomirski  | 6 januari 1988 (23 år)   | 1,94 m | Wisła Azoty-Puławy        |
| 19     | Tomasz Tłuczyński  | 19 april 1979 (31 år)    | 1,82 m | TuS Nettelstedt-Lübbecke  |
| 20     | Mariusz Jurkiewicz | 3 februari 1982 (28 år)  | 1,96 m | BM Ciudad Real            |
| 22     | Marcin Lijewski    | 21 februari 1977 (33 år) | 1,97 m | HSV Hamburg               |
| 32     | Tomasz Rosiński    | 24 februari 1984 (26 år) | 1,98 m | KS Vive Targi Kielce      |
| 41     | Mateusz Zaremba    | 27 oktober 1984 (26 år)  | 1,92 m | KS Vive Targi Kielce      |

### Slovakien
- Förbundskapten:  Zoltán Heister

| Nummer | Namn              | Ålder                     | Längd  | Klubblag (2010/2011)  |
| ------ | ----------------- | ------------------------- | ------ | --------------------- |
| 1      | Teodor Paul       | 22 april 1987 (23 år)     | 1,95 m | Ferencvárosi TC       |
| 4      | Peter Kukučka     | 20 juli 1982 (28 år)      | 1,88 m | Kadetten Schaffhausen |
| 5      | František Šulc    | 13 december 1978 (32 år)  | 1,86 m | SC Pick Szeged        |
| 6      | Peter Tumidalský  | 19 oktober 1979 (31 år)   | 2,00 m | HT Tatran Prešov      |
| 7      | Juraj Nižňan      | 6 oktober 1983 (27 år)    | 1,93 m | HSG Bärnbach/Köflach  |
| 9      | Daniel Valo       | 7 maj 1979 (31 år)        | 2,03 m | HSG Wetzlar           |
| 10     | Michal Kopčo      | 27 januari 1988 (22 år)   | 2,00 m | RK Zagreb             |
| 12     | Richard Štochl    | 17 december 1975 (35 år)  | 2,00 m | Montpellier HB        |
| 13     | Ladislav Tarhai   | 24 februari 1985 (25 år)  | 1,95 m | Pfadi Winterthur      |
| 14     | Andrej Petro      | 26 januari 1986 (24 år)   | 1,99 m | Kecskeméti KSE        |
| 17     | Martin Mazák      | 17 april 1984 (26 år)     | 1,90 m | Ferencvárosi TC       |
| 20     | Tomáš Urban       | 17 september 1989 (21 år) | 1,85 m | Ferencvárosi TC       |
| 22     | Tomáš Straňovský  | 29 september 1980 (30 år) | 1,80 m | SC Pick Szeged        |
| 23     | Radoslav Antl     | 2 mars 1978 (32 år)       | 1,79 m | HT Tatran Prešov      |
| 24     | Martin Straňovský | 12 september 1985 (25 år) | 1,88 m | CB Ademar León        |
| 30     | Martin Pramuk     | 14 mars 1976 (34 år)      | 1,93 m | Pfadi Winterthur      |

### Sverige
- Förbundskaptener:  Staffan Olsson och Ola Lindgren

| Nummer | Namn                | Ålder                     | Längd  | Klubblag (2010/2011)     |
| ------ | ------------------- | ------------------------- | ------ | ------------------------ |
| 1      | Mattias Andersson   | 29 mars 1978 (32 år)      | 1,86 m | TV Großwallstadt         |
| 3      | Mattias Gustafsson  | 11 juli 1978 (32 år)      | 1,93 m | TuS Nettelstedt-Lübbecke |
| 5      | Kim Andersson       | 21 augusti 1982 (28 år)   | 2,00 m | THW Kiel                 |
| 6      | Jonas Källman       | 17 juni 1981 (29 år)      | 2,00 m | BM Ciudad Real           |
| 7      | Magnus Jernemyr     | 18 juli 1976 (34 år)      | 2,00 m | FC Barcelona             |
| 8      | Lukas Karlsson      | 21 maj 1982 (28 år)       | 1,78 m | KIF Kolding              |
| 9      | Jan Lennartsson     | 22 september 1981 (29 år) | 1,86 m | AaB Håndbold             |
| 10     | Niclas Ekberg       | 23 december 1988 (22 år)  | 1,91 m | AG Köpenhamn             |
| 11     | Dalibor Doder       | 24 maj 1979 (31 år)       | 1,82 m | GWD Minden               |
| 14     | Robert Arrhenius    | 14 maj 1979 (31 år)       | 1,95 m | CAI BM Aragón            |
| 15     | Jonas Larholm       | 3 juni 1982 (28 år)       | 1,93 m | AaB Håndbold             |
| 17     | Oscar Carlén        | 11 maj 1988 (22 år)       | 1,93 m | SG Flensburg-Handewitt   |
| 18     | Tobias Karlsson     | 4 juni 1981 (29 år)       | 1,96 m | SG Flensburg-Handewitt   |
| 19     | Johan Jakobsson     | 12 februari 1987 (23 år)  | 1,95 m | IK Sävehof               |
| 22     | Johan Sjöstrand     | 26 februari 1987 (23 år)  | 1,95 m | FC Barcelona             |
| 23     | Fredrik Larsson     | 14 april 1984 (26 år)     | 1,93 m | CAI BM Aragón            |
| 24     | Fredrik Petersen    | 23 augusti 1983 (27 år)   | 1,88 m | Bjerringbro-Silkeborg    |
| 25     | Kim Ekdahl Du Rietz | 27 mars 1989 (21 år)      | 1,96 m | Lugi HF                  |